# バーナード・ホプキンス
バーナード・ホプキンス（Bernard Hopkins、1965年1月15日 - ）は、アメリカ合衆国の元プロボクサー。ペンシルベニア州フィラデルフィア出身。元WBAスーパー・WBC・IBF・WBO世界ミドル級統一王者。元WBAスーパー・WBC・IBF世界ライトヘビー級王者。世界2階級制覇王者。史上初の4団体統一王者。
49歳3か月での最年長世界王座獲得記録、最年長防衛記録を持つ。ゴールデンボーイ・プロモーションズの重役に就任しており、HBOでゲスト解説としても度々登場している。

## 来歴
10歳でボクシングを始め、アマチュアでは99戦95勝4敗という戦績を残しているが、17歳の時に9つの罪で懲役18年を宣告され約5年間服役する。
1988年、仮出所。キリスト教からイスラム教へ改宗する。
1988年10月11日、23歳の時にライトヘビー級でデビューするが、黒星でプロのキャリアをスタートした。デビュー戦後は1年以上リングへは上がらなかった。2戦目以降は徐々に身体を絞り、ミドル級前後の体重で試合経験を重ねた。
1992年12月4日、USBA全米ミドル級王座を獲得。その後4度の防衛に成功。
1993年5月22日、ロイ・ジョーンズ・ジュニア（アメリカ合衆国）と空位のIBF世界ミドル級王座を争うが0-3の判定負け。
1994年12月17日、セグンド・メルガド（エクアドル）とのIBF世界ミドル級王座決定戦で引き分けた。
1995年4月29日、メルカドと再戦し7回TKOで破り、IBF世界ミドル級王座を獲得に成功した。
1996年1月27日、スティーブ・フランク（ガイアナ）を右アッパーで倒し、ミドル級世界戦最速KO記録となる初回24秒TKOで勝ちを収め初防衛。以後、同級で12回の王座防衛に成功。
2001年には主要4団体の王者による王座統一トーナメントが行われ、2001年4月14日にはキース・ホームズ（アメリカ）に3-0の判定勝ちを収めWBC王座を吸収した。
続いて2001年9月29日にはフェリックス・トリニダード（プエルトリコ）に12回1分18秒TKO勝ちを収めWBA王座を吸収し、マービン・ハグラー以来の3団体統一王者となった。
2003年3月29日、モラード・アッカール（フランス）と対戦し、8回TKO勝ちを収めWBAは2度目、WBCは3度目、IBFは16度目の防衛に成功した。
2003年12月13日、ボードウォーク・ホールでWBA世界ミドル級正規王者ウィリアム・ジョッピーと対戦し、3-0（119-109、119-108、118-109）の判定勝ちを収めWBAは王座統一による3度目、WBCは4度目、IBFは17度目の防衛に成功した。
2004年9月18日、オスカー・デ・ラ・ホーヤ（アメリカ）とミドル級の規定体重を2ポンド下回る158ポンドのキャッチウェイトで対戦。それまでKO負けがなったデ・ラ・ホーヤを左ボディ一発でカウントアウトさせ、9回1分38秒KO勝ちを収めWBO王座を獲得し、初の主要4団体の王座統一に成功した。
2005年7月16日、ジャーメイン・テイラー（アメリカ）と対戦し、ホプキンスにとってロイ・ジョーンズ・ジュニアに敗れて以来12年ぶりの敗戦となる1-2の判定負けを喫し、WBAは7度目、WBCは8度目、IBFは21度目、WBOは2度目の防衛に失敗、王座から陥落した。2005年12月3日、WBAスーパー・WBC・WBO世界ミドル級王者ジャーメイン・テイラーと再戦したが、初戦以上の力量差を見せつけられ0-3の判定負けを喫し7か月ぶりの王座返り咲きに失敗した。
翌2006年6月10日、ライトヘビー級に転向し、IBO・NBAライトヘビー級王者アントニオ・ターバー（アメリカ）と対戦、ライトヘビー級のターバーに対し一方的な内容で3-0の判定勝ちを収めた。この試合がラストファイトと宣言していたホプキンスだが、2007年7月21日、元WBAスーパー・WBC・IBF世界スーパーウェルター級王者のロナルド・ライト（アメリカ）と170ポンドのキャッチウェイトで対戦、3-0の判定勝ちを収めた。
2008年4月19日にラスベガス・トーマス&マック・センターで、ジョー・カルザゲ戦がライトヘビー級のウェイトにて行われた。1Rに右のショートストレートでダウンを奪ったが中盤以降盛り返され10Rにはローブローを受けて中断もあった中12Rを戦い抜き、判定1-2（114-113, 112-115, 111-116）にて辛くも敗北した。お互いにクリンチが多く、決定打にかける試合であり、手数とスタミナが勝敗の分かれ目になった。
2008年10月18日、34戦全勝（30KO）のホープであり、WBC・WBO世界ミドル級統一王者のケリー・パブリク（アメリカ）とノンタイトル12回戦、170ポンドのキャッチウェイトで対戦。試合前の予想ではパブリクが有利といわれていたが、ホプキンスは若いパブリクを完全に翻弄し切って3-0（117-109、119-106、118-108）の判定勝ちを収め、パブリクに初黒星をつけた。
2009年12月2日、エンリケ・オルネラス（メキシコ）とノンタイトル12回戦で対戦し、3-0の判定勝ちを収めた。
2010年4月3日、ロイ・ジョーンズ・ジュニアとおよそ17年ぶりに再戦し、3-0の判定勝ちを収めた。
2010年12月18日、WBC・IBO世界ライトヘビー級王者ジャン・パスカル（カナダ）と対戦。1、3回にダウンを奪われたものの盛り返し、1-0（114-112、114-114、113-113）の判定で引き分けた為、WBC王座とIBO王座の獲得に失敗した。この試合はWBCの年間最高試合に選出された。
2011年5月21日、前回引き分けに終わったジャン・パスカルとの再戦。試合は3-0の判定勝ちでWBC王座獲得、WBCダイヤモンド王座の獲得に成功、ジョージ・フォアマンの持つ45歳9か月での最年長世界王座獲得記録を更新する、46歳4か月での世界王座獲得を達成した。IBO世界ライトヘビー級王座はホプキンスがIBOへの認定料の支払いを拒否した為、試合後に空位となった。
2011年10月15日、チャド・ドーソンと防衛戦を行う。2ラウンド途中にドーソンに投げられるような形でキャンバスに転倒した際に左肩を強打、試合続行不可能となり無効試合となった。しかしWBCは試合後にビデオ検証の結果引き分けと判断したため、ホプキンスに王座が返還されWBC王座の初防衛に成功した。。なおWBCの判断は引き分けとなったが、公式記録は無効試合と記録されている。
2012年4月28日、ロサンゼルスのステイプルズ・センターからアトランティックシティのボードウォーク・ホールに舞台を移して行われたチャド・ドーソンとの再戦は0-2（114-114、2者が111-117）の判定負け喫しWBC王座の2度目の防衛に失敗し、王座から陥落した。
2013年3月9日、IBF世界ライトヘビー級王者タボリス・クラウドに挑戦し、3-0（117-111、2者が116-112）の判定勝ちで王座獲得に成功。自身の持つ46歳4か月での世界王座獲得を更新する48歳2か月での世界王座獲得を達成した。
2013年10月26日、当初は2013年7月13日にニューヨークのバークレイズ・センターでカロ・ムラトと対戦予定であったが、理由は明らかになっていないがムラトにアメリカ入国ビザが発給されず一旦は中止となった。ムラトの代役にセルゲイ・コバレフと交渉していたが、コバレフはWBO王者ネイサン・クレバリーに挑戦することになった為コバレフ戦は実現しなかった。しかしその間にムラトにアメリカ入国ビザが発給されることになり、アトランティックシティのボードウォーク・ホールでカロ・ムラトとの対戦が決定した。試合は中盤以降ホプキンスがペースを握り、9回にムラトが左目をカットする、ホプキンスにしては珍しくKO狙いがうかがえる攻撃的な試合を展開するが、デ・ラ・ホーヤ戦以来9年ぶりのKO勝ちはならず、3-0（117-110、119-108、119-108）の判定勝ちを収めIBF王座の初防衛に成功した。
2014年4月19日、ワシントンD.C.のDCアーモリーでWBA世界ライトヘビー級スーパー王者のベイブット・シュメノフ（カザフスタン）と王座統一戦を行い、12回2-1（113-114、116-111、116-111）の判定勝ちを収めIBF王座の2度目の防衛、WBAスーパー王座の獲得に成功、王座統一を果たすと共に自身の持つ世界王座最年長獲得記録と世界王座最年長防衛記録を49歳3か月に更新し、統一世界王者としての最年長記録も塗り替えた。シュメノフが持っていたIBA世界ライトヘビー級王座はホプキンスがIBAへの認定料の支払いを拒否した為、空位となった。
2014年5月9日、WBAはホプキンスを4月度の月間MVPに選出した。
2014年11月8日、アトランティックシティのボードウォーク・ホールでWBO世界ライトヘビー級王者セルゲイ・コバレフ（ロシア）と王座統一戦を行うが、12回0-3（2者が107-120、106-120）の判定負けを喫しWBAスーパー王座の初防衛、IBF王座3度目の防衛、WBO王座獲得に失敗。ミドル級に続きライトヘビー級での3団体統一に失敗すると共に自身の持つ世界王座最年長獲得記録と世界王座最年長防衛記録を49歳10か月に更新することにも失敗した。
2015年8月5日、IBFがIBF世界ライトヘビー級王者のセルゲイ・コバレフの指名挑戦者決定戦でIBF世界ライトヘビー級2位のアルツール・ベテルビエフと対戦するよう指令を出すが、ホプキンスは指令を断った。後日ホプキンスが会見を開き「スーパーミドル級に転向し4階級制覇を目指すよ」と話し、ゴールデンボーイ・プロモーションズも要望に応えてWBO世界スーパーミドル級王者のアルツール・アブラハムとの対戦を目標にしたがヒルベルト・ラミレスに敗れてしまった為、対戦は実現できなかった。
2016年12月17日、2年1か月ぶりの試合でカリフォルニア州イングルウッドのザ・フォーラムでWBC世界ライトヘビー級2位でWBCインターナショナルライトヘビー級王者のジョー・スミス・ジュニアと引退試合として対戦し、スミスのパンチでリング下に転落し20カウント以内にリングに戻れなかったことで、プロ初のKO負けとなる8回53秒TKO負けを喫し王座獲得に失敗、試合後に引退を表明しゴールデンボーイ・プロモーションズの副社長に就任した。

## 戦績
- アマチュアボクシング：99戦 95勝 4敗
- プロボクシング：67戦 55勝 (32KO) 8敗 2分 2無効試合

| 戦           | 日付           | 勝敗 | 時間     | 内容    | 対戦相手                     | 国籍           | 備考                                                                                |
| ------------ | -------------- | ---- | -------- | ------- | ---------------------------- | -------------- | ----------------------------------------------------------------------------------- |
| 1            | 1988年10月11日 | ★    | 4R       | 判定0-2 | クリントン・ミッチェル       | アメリカ合衆国 | プロデビュー戦                                                                      |
| 2            | 1990年2月22日  | ☆    | 4R       | 判定3-0 | グレグ・パイジ               | アメリカ合衆国 |                                                                                     |
| 3            | 1990年4月26日  | ☆    | 1R       | TKO     | キース・グレイ               | アメリカ合衆国 |                                                                                     |
| 4            | 1990年5月18日  | ☆    | 1R       | TKO     | エド・テーラー               | アメリカ合衆国 |                                                                                     |
| 5            | 1990年5月31日  | ☆    | 2R 0:43  | TKO     | ヨウビン・メルカド           | アメリカ合衆国 |                                                                                     |
| 6            | 1990年6月30日  | ☆    | 1R 0:36  | KO      | カリフ・シャバス             | アメリカ合衆国 |                                                                                     |
| 7            | 1990年8月5日   | ☆    | 6R       | 判定3-0 | パーシー・ハリス             | アメリカ合衆国 |                                                                                     |
| 8            | 1990年10月20日 | ☆    | 1R       | TKO     | ダーリン・オリバー           | アメリカ合衆国 |                                                                                     |
| 9            | 1990年11月17日 | ☆    | 1R 0:35  | TKO     | マイク・サップ               | アメリカ合衆国 |                                                                                     |
| 10           | 1991年2月26日  | ☆    | 1R       | KO      | リチャード・キレス           | アメリカ合衆国 |                                                                                     |
| 11           | 1991年3月18日  | ☆    | 3R 1:10  | TKO     | スチーブ・ラングレー         | アメリカ合衆国 |                                                                                     |
| 12           | 1991年6月20日  | ☆    | 1R 0:56  | TKO     | ペドロ・マルケス             | アメリカ合衆国 |                                                                                     |
| 13           | 1991年7月9日   | ☆    | 1R       | KO      | ダン・ミッチェル             | アメリカ合衆国 |                                                                                     |
| 14           | 1991年9月23日  | ☆    | 1R 1:28  | TKO     | ラルフ・モンクリーフ         | アメリカ合衆国 |                                                                                     |
| 15           | 1991年11月26日 | ☆    | 7R       | TKO     | デビッド・マクラスキー       | アメリカ合衆国 |                                                                                     |
| 16           | 1991年12月13日 | ☆    | 10R      | 判定3-0 | ウィリー・ケンプ             | アメリカ合衆国 |                                                                                     |
| 17           | 1992年1月31日  | ☆    | 4R 終了  | TKO     | デニス・ミルトン             | アメリカ合衆国 |                                                                                     |
| 18           | 1992年4月3日   | ☆    | 10R      | 判定3-0 | ランディ・スミス             | アメリカ合衆国 |                                                                                     |
| 19           | 1992年5月21日  | ☆    | 10R      | 判定    | アニバル・ミランダ           | コロンビア     |                                                                                     |
| 20           | 1992年8月28日  | ☆    | 1R 1:44  | KO      | ジェームス・ストークス       | アメリカ合衆国 |                                                                                     |
| 21           | 1992年9月14日  | ☆    | 1R 1:47  | KO      | エリック・ラヒネハート       | アメリカ合衆国 |                                                                                     |
| 22           | 1992年12月4日  | ☆    | 1R 0:21  | TKO     | ウェイン・パウエル           | アメリカ合衆国 | USBA全米ミドル級王座決定戦                                                          |
| 23           | 1993年2月16日  | ☆    | 12R      | 判定3-0 | ギルベルト・バプチスト       | アメリカ合衆国 | USBA防衛1                                                                           |
| 24           | 1993年5月22日  | ★    | 12R      | 判定0-3 | ロイ・ジョーンズ・ジュニア   | アメリカ合衆国 | IBF世界ミドル級王座決定戦                                                           |
| 25           | 1993年8月3日   | ☆    | 7R 1:41  | TKO     | ロイ・リッチー               | アメリカ合衆国 | USBA防衛2                                                                           |
| 26           | 1993年11月23日 | ☆    | 3R 0:28  | TKO     | ウェンドール・ホール         | アメリカ合衆国 | USBA防衛3                                                                           |
| 27           | 1994年2月26日  | ☆    | 3R 0:48  | TKO     | メルビン・ワイン             | アメリカ合衆国 |                                                                                     |
| 28           | 1994年5月17日  | ☆    | 12R      | 判定3-0 | ルペ・アキノ                 | メキシコ       | USBA防衛4                                                                           |
| 29           | 1994年12月17日 | △    | 12R      | 判定1-1 | セグンド・メルガド           | エクアドル     | IBF世界ミドル級王座決定戦                                                           |
| 30           | 1995年4月29日  | ☆    | 7R 1:10  | TKO     | セグンド・メルガド           | エクアドル     | IBF世界ミドル級王座決定戦                                                           |
| 31           | 1996年1月27日  | ☆    | 1R 0:24  | TKO     | スティーブ・フランク         | ガイアナ       | IBF防衛1                                                                            |
| 32           | 1996年3月16日  | ☆    | 4R 2:50  | KO      | ジョー・リプシー             | アメリカ合衆国 | IBF防衛2                                                                            |
| 33           | 1996年7月16日  | ☆    | 11R 2:02 | TKO     | ウィリアム・ボー・ジェームス | アメリカ合衆国 | IBF防衛3                                                                            |
| 34           | 1997年4月19日  | ☆    | 7R 2:22  | TKO     | ジョン・デビッド・ジャクソン | アメリカ合衆国 | IBF防衛4                                                                            |
| 35           | 1997年7月20日  | ☆    | 11R 1:23 | TKO     | グレンコフ・ジョンソン       | ジャマイカ     | IBF防衛5                                                                            |
| 36           | 1997年11月18日 | ☆    | 12R      | 判定3-0 | アンドリュー・カウンシル     | アメリカ合衆国 | IBF防衛6                                                                            |
| 37           | 1998年1月31日  | ☆    | 6R 1:00  | TKO     | サイモン・ブラウン           | ジャマイカ     | IBF防衛7                                                                            |
| 38           | 1998年8月28日  | -    | 4R       | NC      | ロバート・アレン             | アメリカ合衆国 | IBF防衛8                                                                            |
| 39           | 1999年2月6日   | ☆    | 7R 1:18  | TKO     | ロバート・アレン             | アメリカ合衆国 | IBF世界ミドル級王座統一戦 IBF防衛9                                                  |
| 40           | 1999年12月12日 | ☆    | 12R      | 判定3-0 | アントワン・エコーズ         | アメリカ合衆国 | IBF防衛10                                                                           |
| 41           | 2000年5月13日  | ☆    | 12R      | 判定3-0 | シド・バンダープール         | カナダ         | IBF防衛11                                                                           |
| 42           | 2000年12月1日  | ☆    | 10R 1:42 | TKO     | アントワン・エコーズ         | アメリカ合衆国 | IBF防衛12                                                                           |
| 43           | 2001年4月14日  | ☆    | 12R      | 判定3-0 | キース・ホームズ             | アメリカ合衆国 | WBC・IBF世界ミドル級王座統一戦 WBC獲得・IBF防衛13                                   |
| 44           | 2001年9月29日  | ☆    | 12R 1:18 | TKO     | フェリックス・トリニダード   | プエルトリコ   | WBA・WBC・IBF世界ミドル級王座統一戦 WBC防衛1・IBF防衛14 WBA・リングマガジン王座獲得 |
| 45           | 2002年2月2日   | ☆    | 10R 終了 | TKO     | カール・ダニエルズ           | アメリカ合衆国 | WBA防衛1・WBC防衛2・IBF防衛15                                                       |
| 46           | 2003年3月29日  | ☆    | 8R 終了  | TKO     | モラード・アッカール         | フランス       | WBA防衛2・WBC防衛3・IBF防衛16                                                       |
| 47           | 2003年12月13日 | ☆    | 12R      | 判定3-0 | ウィリアム・ジョッピー       | アメリカ合衆国 | WBA・WBC・IBF世界ミドル級王座統一戦 WBA防衛3・WBC防衛4・IBF防衛17                   |
| 48           | 2004年6月5日   | ☆    | 12R      | 判定3-0 | ロバート・アレン             | アメリカ合衆国 | WBA防衛4・WBC防衛5・IBF防衛18                                                       |
| 49           | 2004年9月18日  | ☆    | 9R 1:38  | KO      | オスカー・デ・ラ・ホーヤ     | アメリカ合衆国 | WBA・WBC・IBF・WBO世界ミドル級王座統一戦 WBA防衛5・WBC防衛6・IBF防衛19・WBO獲得     |
| 50           | 2005年2月19日  | ☆    | 12R      | 判定3-0 | ハワード・イーストマン       | イギリス       | WBA防衛6・WBC防衛7・IBF防衛20・WBO防衛1                                             |
| 51           | 2005年7月16日  | ★    | 12R      | 判定1-2 | ジャーメイン・テイラー       | アメリカ合衆国 | WBA・WBC・IBF・WBO陥落                                                              |
| 52           | 2005年12月3日  | ★    | 12R      | 判定0-3 | ジャーメイン・テイラー       | アメリカ合衆国 | WBA・WBC・WBO世界ミドル級タイトルマッチ                                             |
| 53           | 2006年6月10日  | ☆    | 12R      | 判定3-0 | アントニオ・ターバー         | アメリカ合衆国 | IBO・リングマガジン・NBAライトヘビー級タイトルマッチ                                |
| 54           | 2007年7月21日  | ☆    | 12R      | 判定3-0 | ロナルド・ライト             | アメリカ合衆国 |                                                                                     |
| 55           | 2008年4月19日  | ★    | 12R      | 判定1-2 | ジョー・カルザゲ             | イギリス       |                                                                                     |
| 56           | 2008年10月18日 | ☆    | 12R      | 判定3-0 | ケリー・パブリク             | アメリカ合衆国 |                                                                                     |
| 57           | 2009年12月2日  | ☆    | 12R      | 判定3-0 | エンリケ・オルネラス         | メキシコ       |                                                                                     |
| 58           | 2010年4月3日   | ☆    | 12R      | 判定3-0 | ロイ・ジョーンズ・ジュニア   | アメリカ合衆国 |                                                                                     |
| 59           | 2010年12月18日 | △    | 12R      | 判定1-0 | ジャン・パスカル             | カナダ         | WBC・IBO世界ライトヘビー級タイトルマッチ                                            |
| 60           | 2011年5月21日  | ☆    | 12R      | 判定3-0 | ジャン・パスカル             | カナダ         | WBC世界ライトヘビー級タイトルマッチ WBC・WBCダイヤモンド王座獲得                    |
| 61           | 2011年10月15日 | -    | 2R       | NC      | チャド・ドーソン             | アメリカ合衆国 | WBC防衛1                                                                            |
| 62           | 2012年4月28日  | ★    | 12R      | 判定0-2 | チャド・ドーソン             | アメリカ合衆国 | WBC陥落                                                                             |
| 63           | 2013年3月9日   | ☆    | 12R      | 判定3-0 | タボリス・クラウド           | アメリカ合衆国 | IBF世界ライトヘビー級タイトルマッチ                                                 |
| 64           | 2013年10月26日 | ☆    | 12R      | 判定3-0 | カロ・ムラト                 | ドイツ         | IBF防衛1                                                                            |
| 65           | 2014年4月19日  | ☆    | 12R      | 判定2-1 | ベイブット・シュメノフ       | カザフスタン   | WBA・IBF世界ライトヘビー級王座統一戦 WBA獲得・IBF防衛2                              |
| 66           | 2014年11月8日  | ★    | 12R      | 判定0-3 | セルゲイ・コバレフ           | ロシア         | WBA・IBF・WBO世界ライトヘビー級王座統一戦 WBA・IBF陥落                              |
| 67           | 2016年12月17日 | ★    | 8R 0:53  | KO      | ジョー・スミス・ジュニア     | アメリカ合衆国 | WBCインターナショナルライトヘビー級タイトルマッチ                                   |
| テンプレート |                |      |          |         |                              |                |                                                                                     |

## ファイトスタイル
戦術に長けた万能型であり、優れた防御感とテクニックで相手の長所を消す戦法を得意とし、またレスリングの練習に裏打ちされたクリンチワークの巧さも持ち合わせている。ボディーワークをベースにしたディフェンスで相手の攻撃を空に切らせ、オフェンスにおいてはダイレクトライトとカウンターを得意とする。全盛期はそのリングネームがそのまま通用するほどの凄みとキレを誇った。また、パンチの次に飛んでくる頭、相手を巧妙にホールドしながらのパンチ、相手のローブローを大げさにアピールしての時間稼ぎ、レフェリーが見ていない隙の加撃などで、悪い流れも自分のほうに引き寄せてしまう。
そのファイトスタイルでフェリックス・トリニダード、オスカー・デ・ラ・ホーヤといった人気者をことごとく打ち倒してきたため、ヒール（悪役）が彼のキャラクターとなっている。なお、試合の際のリング入場時にはニックネーム通りの死刑執行人の衣装(死刑執行人の意味のX字が書かれているマスクをかぶっている)で登場したり、棺桶に入って登場して来たり、宇宙人のマスクをかぶって登場したりした。現在でこそ当世きっての狡智に長けた完成度の高いボクサーと目されるが、キャリア前半期は死刑執行人の名にふさわしい荒々しい倒し屋というイメージが付き纏っており、好戦的なハードパンチャーだった。世界戦も含め1RKOが13度ある。キャリアのハイライトの一つとなったフェリックス・トリニダード戦では荒々しさを封印して高度なテクニックと狡猾な戦術でスーパースターであったトリニダードを圧倒し、驚きを持って迎えられた。

## 獲得タイトル
- USBA全米ミドル級王座（防衛4）
- IBO世界ライトヘビー級王座
- NBA全米ライトヘビー級王座
- IBF世界ミドル級王座（防衛20）
- WBC世界ミドル級王座（防衛7）
- WBA世界ミドル級スーパー王座（防衛6）
- WBO世界ミドル級王座（防衛1）
- WBC世界ライトヘビー級王座（防衛1）
- IBF世界ライトヘビー級王座（防衛2）
- WBA世界ライトヘビー級スーパー王座（防衛0）
- WBC世界ライトヘビー級ダイヤモンド王座

## ペイ・パー・ビュー売上げ
| 日付           | イベント                                                | 売上げ  | テレビ局 |
| -------------- | ------------------------------------------------------- | ------- | -------- |
| 2011年10月15日 | バーナード・ホプキンス vs. チャド・ドーソン 1           | 4万件   | HBO      |
| 2010年4月3日   | バーナード・ホプキンス vs. ロイ・ジョーンズ・ジュニア 2 | 14万件  | HBO      |
| 2008年10月18日 | バーナード・ホプキンス vs. ケリー・パブリク             | 19万件  | HBO      |
| 2007年7月21日  | バーナード・ホプキンス vs. ロナルド・ライト             | 31万件  | HBO      |
| 2006年6月10日  | バーナード・ホプキンス vs. アントニオ・ターバー         | 33万件  | HBO      |
| 2005年12月13日 | バーナード・ホプキンス vs. ジャーメイン・テイラー 2     | 41万件  | HBO      |
| 2005年7月16日  | バーナード・ホプキンス vs. ジャーメイン・テイラー 1     | 37万件  | HBO      |
| 2004年9月18日  | バーナード・ホプキンス vs. オスカー・デ・ラ・ホーヤ     | 100万件 | HBO      |
| 2001年9月29日  | バーナード・ホプキンス vs. フェリックス・トリニダード   | 48万件  | HBO      |